# Sarrión
Sarrión – gmina w Hiszpanii, w prowincji Teruel, w Aragonii, o powierzchni 140,44 km². W 2011 roku gmina liczyła 1129 mieszkańców.